# Волейбол на летних Олимпийских играх 1984 (квалификация)

## Мужчины
Квалификация (отборочный турнир) волейбольного турнира Игр XXIII Олимпиады среди мужчин прошла с 4 по 8 января 1984 года в Испании с участием 6 национальных сборных команд. Была разыграна одна путёвка на Олимпийские игры.
От квалификации освобождены 9 сборных:
 США — хозяин Олимпиады;
 СССР — олимпийский чемпион 1980 года;
 Куба — по итогам Кубка мира 1981 года (серебряный призёр);
 Бразилия — по итогам чемпионата мира 1982 года (серебряный призёр);
 Польша — по итогам чемпионата Европы 1983 года (серебряный призёр);
 Япония — чемпион Азии 1983 года;
 Канада — по итогам чемпионата Северной, Центральной Америки и Карибского бассейна 1983 года (серебряный призёр);
 Аргентина — по итогам чемпионата Южной Америки 1983 года;
 Египет — чемпион Африки 1983 года;

### Команды-участницы
Болгария, Италия, Китай, Тайвань, Тунис, Южная Корея — по итогам континентальных чемпионатов 1983 года.

### Результаты
4—8.01.1984. Барселона (Испания).
| М | Команда     | 1   | 2   | 3   | 4   | 5   | 6   | И | В | П | С/П  | О  |
| - | ----------- | --- | --- | --- | --- | --- | --- | - | - | - | ---- | -- |
| 1 | Болгария    |     | 3:1 | 3:2 | 3:2 | 3:0 | 3:0 | 5 | 5 | 0 | 15:5 | 10 |
| 2 | Италия      | 1:3 |     | 3:2 | 3:2 | 3:0 | 3:0 | 5 | 4 | 1 | 13:7 | 9  |
| 3 | Китай       | 2:3 | 2:3 |     | 3:0 | 3:0 | 3:0 | 5 | 3 | 2 | 13:6 | 8  |
| 4 | Южная Корея | 2:3 | 2:3 | 0:3 |     | 3:0 | 3:0 | 5 | 2 | 3 | 10:9 | 7  |
| 5 | Тайвань     | 0:3 | 0:3 | 0:3 | 0:3 |     | 3:2 | 5 | 1 | 4 | 3:14 | 6  |
| 6 | Тунис       | 0:3 | 0:3 | 0:3 | 0:3 | 2:3 |     | 5 | 0 | 5 | 2:15 | 5  |

4 января: Тайвань — Тунис 3:2 (12:15, 15:8, 15:5, 12:15, 15:10); Италия — Южная Корея 3:2 (13:15, 15:13, 3:15, 15:10, 15:13); Болгария — Китай 3:2 (15:6, 11:15, 11:15, 15:13, 16:14).
5 января: Южная Корея — Тайвань 3:0 (15:9, 15:12, 15:12); Болгария — Италия 3:1 (11:15, 15:7, 15:11, 15:13); Китай — Тунис 3:0 (15:1, 15:0, 16:14).
6 января: Болгария — Южная Корея 3:2 (15:12, 7:15, 14:16, 15:9, 15:3); Италия — Тунис 3:0 (15:3, 15:1, 15:12); Китай — Тайвань 3:0 (15:4, 15:11, 15:5).
7 января: Болгария — Тунис 3:0 (15:7, 15:7, 15:5); Китай — Южная Корея 3:0 (15:11, 15:10, 15:11); Италия — Тайвань 3:0 (15:10, 15:8, 15:10).
8 января: Южная Корея — Тунис 3:0 (15:10, 15:7, 15:10); Италия — Китай 3:2 (11:15, 15:13, 15:7, 13:15, 15:8); Болгария — Тайвань 3:0 (15:6, 15:3, 15:2).

### Итоги
По итогам олимпийской квалификации среди мужских команд путёвку на Олимпийские игры 1984 года выиграла Болгария.

### Изменения в составе участников Олимпийских игр
В мае—июне 1984 года объявили о своём неучастии в Играх XXIII Олимпиады ранее квалифицировавшиеся в состав участников мужского волейбольного турнира СССР, Польша, Куба и Болгария. Вместо них освободившиеся олимпийские путёвки получили Италия, Китай, Южная Корея (по результатам квалификации), Тунис (по результатам Кубка мира 1981 года.
Сборные СССР, Польши, Кубы и Болгарии приняли участие в волейбольном турнире международных соревнований «Дружба-84».

## Женщины
Среди женщин отдельного квалификационного турнира не проводилось. 8 олимпийских путёвок получили следующие команды:
 США — хозяин Олимпиады;
 СССР — Олимпийский чемпион 1980 года;
 Китай — чемпион мира 1982 года;
 ГДР — чемпион Европы 1983 года;
 Южная Корея — чемпион Азии 1983 года;
 Куба — по итогам чемпионата Северной, Центральной Америки и Карибского бассейна 1983 года (серебряный призёр);
 Перу — чемпион Южной Америки 1983 года;
 Япония — по итогам Кубка мира 1981 года (серебряный призёр).
В мае—июне 1984 года объявили о своём неучастии в Играх XXIII Олимпиады ранее квалифицировавшиеся в состав участников женского волейбольного турнира СССР, Куба и ГДР. Вместо них освободившиеся олимпийские путёвки получили Бразилия (по результатам чемпионата мира 1982 года, Канада (по результатам чемпионата Северной, Центральной Америки и Карибского бассейна 1983 года (бронзовый призёр)), ФРГ (по результатам чемпионата Европы 1983 года).
Сборные СССР, Кубы и ГДР приняли участие в волейбольном турнире международных соревнований «Дружба-84».